# Tryagain Ndevelo
Tryagain Morning Ndevelo (* 15. Mai 1999 in Eenhana) ist ein namibischer Boxer. Ndevelo hat (Stand Juli 2022) neun Kämpfe absolviert, von denen er fünf gewinnen konnte. Er nahm an den Commonwealth Games 2018 (ausgeschieden im ersten Kampf) und 2022 im Federgewicht bis 57 kg teil. Dort kam er bis ins Viertelfinale.